# Ces messieurs de la famille
Pour plus de détails, voir Fiche technique et Distribution.
Ces messieurs de la famille est un film de Raoul André réalisé en 1967 et sorti en 1968. Le film sera suivi d'une suite intitulée Ces messieurs de la gâchette (1970) avec la même distribution.

## Synopsis
Son patron demande à Gabriel Pelletier, directeur commercial, d’accueillir dans sa famille M. Stumberger, un Américain avec lequel un gros accord commercial est en vue. Mais celui-ci est puritain, et le patron ignore que la famille Pelletier n'est en rien conformiste.

## Fiche technique
- Réalisation : Raoul André (assisté de Philippe Attal)
- Scénario : Jacques Dreux et Raoul André
- Photographie : Didier Tarot
- Son : Raymond Gauguier
- Décors : Louis Le Barbenchon
- Costumes : Pierre Lefait
- Montage : Gabriel Rongier
- Musique : Darry Cowl et Jean-Michel Defaye (chanson-titre de Jacques Mareuil et Darry Cowl, chantée par Annie Cordy)
- Producteur : Daniel Cauchy
- Société de production : Société nouvelle de cinématographie (S.N.C.)
- Pays : France
- Genre : comédie
- Durée : 86 min
- Dates de sortie :
  - France : 8 mai 1968

## Distribution
- Francis Blanche : Erich Karl Strumberger
- Michel Serrault : Gabriel Pelletier
- Darry Cowl : Albert Pelletier
- Jean Yanne : Marco Broca
- Jean Poiret : Bernard Le Gall
- Annie Cordy : Maryse
- Anne Carrère : Simone Pelletier
- Anna Gaël : Nicole Pelletier
- Michel Galabru : le brigadier
- Eddie Constantine : le cousin Lemmy
- Paul Demange : le clochard
- Bernadette Stern : le mannequin
- Sabine Sun : une prostituée au commissariat
- Françoise Deldick : une prostituée dans la rue
- Karyn Balm : madame Broca
- Alain Bouvette : un agent
- Raymond Jourdan : un agent
- Jean Hébey
- Robert Le Béal
- Lawrence Riesner : un collègue de Gabriel Pelletier
- Bernard Broca
- François Moro-Giafferi
- Rolande Ségur : Wanda
- Hélène Garance
- Françoise Durin
- André Fouché
- Michel Charrel
- Jean-Pierre Dartois
- Hervé Caradec
- Gilbert Servien
- Bertrand Tribout